# Canon (hymnographie)
Pour les articles homonymes, voir Canon.
Un canon est une hymne en usage lors des offices de nombreuses Églises d'Orient – Églises orthodoxes et Églises catholiques de rite byzantin. Il comporte neuf odes, appelées parfois cantiques ou chants, fondées sur les cantiques bibliques. La plupart de ces chants sont extraits de l'Ancien Testament mais les odes finales proviennent du Magnificat et du Benedictus qui sont dans le Nouveau Testament. Par clarté, on parlera ici de cantique pour parler des textes bibliques proprement dits et d’ode pour les hymnes liturgiques composés à partir des textes bibliques.
Le canon date du VIIe siècle et fut institué en grec par André de Crète dont le Grand Canon de pénitence est encore chanté à certaines occasions lors du Grand Carême. Son usage fut développé au VIIIe siècle par Jean Damascène et Côme de Jérusalem et au IXe siècle par Joseph l'Hymnographe et Théodore Graptos.
Au fil du temps, le canon finit par remplacer souvent le kontakion, une forme ancienne utilisée encore dans diverses occasions et qui a été intégrée aux exécutions du canon. Chaque canon développe un thème particulier, tel que la repentance ou la glorification d'un saint. Plusieurs canons peuvent être chantés lors d'un office, comme souvent lors de l'orthros.

## Cantiques bibliques
Les neuf cantiques bibliques qui fondent le canon sont :
1. le Cantique de la mer : Exode, 15:1-19 ;
2. l'ode de Moïse dans le Deutéronome : Deutéronome, 32:1-43 (chanté seulement les mardis du Grand Carême) ;
3. la prière d'Anne, mère de Samuel le prophète : I Samuel, 2:1-10 ;
4. la prière d'Habacuc le prophète : Livre de Habacuc, 3:2-19 ;
5. la prière d'Isaïe le prophète : Livre d'Isaïe, 26:9-20 ;
6. la prière de Jonas le prophète : Livre de Jonas, 2:3-10 ;
7. la prière d'Azarias : Livre de Daniel, 3:26-45[1]  ;
8. le chant des Trois Enfants saints : Livre de Daniel, 3:52-90[1] ;
9. le chant de Theotokos (la Mère de Dieu) (le Magnificat) : Luc, 1:46-55 et la prière de Zacharie, père de Jean le Baptiste (le Bénédictus) : Luc, 1:68-79[2].

Ces cantiques se trouvent normalement à la fin des psautiers orthodoxes. Ceux-ci comportent des marques spécifiant où intercaler les irmos et les tropaires du canon. Les textes des cantiques proprement dits ne sont normalement chantés que les jours de semaine du Grand Carême.

## Exécution du canon
Comme toute la musique sacrée orthodoxe, le canon est chanté a cappella par un chœur ou un chantre. Chaque ode du canon est entamée par le cantique biblique correspondant depuis son début puis, à un certain point, le cantique est interrompu par une stance introductive, appelée irmos (« lien »), qui relie le thème du cantique au sujet du canon. Après l'irmos, les versets du cantique biblique sont chantés en alternance avec une série d'hymnes ou tropaires. Ceux-ci sont exécutés dans la même métrique et sur la même mélodie que l'irmos ; ils développent le sujet du canon. L'ode se termine par une stance finale appelée catabase : celle-ci peut être une répétition de l'irmos, l'irmos du canon précédent lorsque plusieurs canons sont exécutés lors du même office, l'irmos du canon d'une fête majeure à venir, ou celui qui est assigné à une période donnée de l'année.

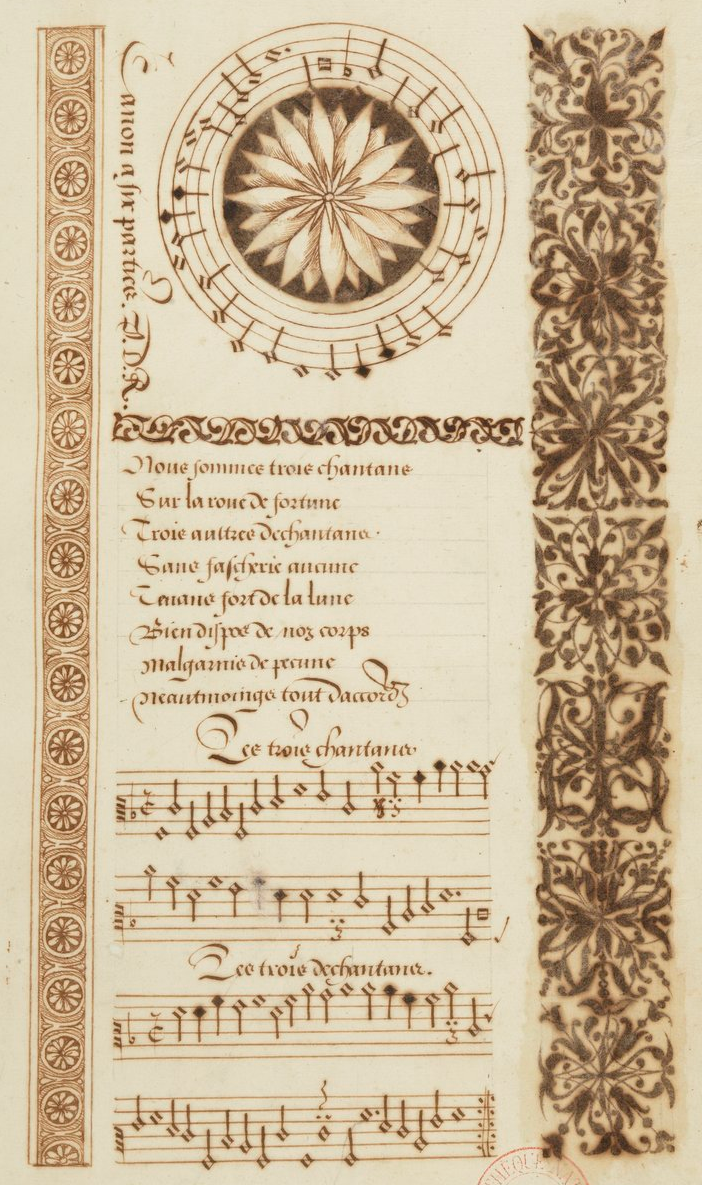
Canon en six parties de la fin du XVIe siècle, Jacques Cellier.

Le plus souvent, la deuxième ode est omise (le cantique sur lequel elle est fondée est si long que son exécution a été progressivement réservée aux les jours de semaine du Grand Carême.) La plupart des canons ne comportent donc que huit odes.
Le canon comportant normalement neuf odes, il est expédient de le diviser en trois parties. Entre les odes III et IV est inséré un sedalen (ou hymne assis). Entre les odes VI et VII, on chante un kontakion abrégé, ne comportant que la stance initiale (ou prooimion) et la première strophe (ou oikos). Lorsqu'avec le canon on chante un acathiste, on ajoute celui-ci après l'ode VII.
Voici la structure d'un canon complet tel qu'on le chante lors de l'orthros :
- Ode I
- Ode III
- Ecténie
- Sedalen
- Ode IV
- Ode V
- Ode VI
- Ecténie
- Kontakion abrégé (prooimion et oikos)
- (éventuellement : synaxaire de la vie du saint célébré par le canon)
- Ode VII
- Ode VIII
- Magnificat (aux grandes fêtes, cette pièce est remplacée par des refrains chantés en alternance avec les tropaires de la neuvième ode)
- Ode IX
- Ecténie
- Exapostilarion (le dimanche) ou Photagogikon (les autres jours)

### Pratique contemporaine
Dans la pratique contemporaine, les cantiques bibliques ne sont normalement pas chantés, sauf lors de l'orthros des jours de semaine du Grand Carême. Chaque ode commence donc par l'irmos (sauf le Magnificat qui est chanté dans son intégralité avant l'irmos de l'ode IX). Les tropaires qui suivent sont introduits par un bref refrain (remplaçant les versets du cantique) selon le sujet du canon. Par exemple, pour un canon fêtant la Résurrection du Christ (chanté le dimanche), le refrain est : « Gloire Seigneur à ta Sainte Résurrection » ; pour un canon célébrant la Vierge Marie, le refrain est : « Très sainte Mère de Dieu (ou Déipare), sauve nous » ; pour un canon dédié à un saint, le refrain est « [titre et nom du saint], prie Dieu pour nous » (pour saint Jean Chrysostome on dira par exemple « Père Hiérarque Jean, prie Dieu pour nous »), pour les fêtes du Seigneur : « Gloire à Toi, ô Dieu, Gloire à Toi », et en Carême pour les canons pénitentiels : « Prends pitié de moi, ô Dieu, prends pitié de moi ». Avant les deux derniers tropaires, le refrain est remplacé par la doxologie en deux parties : « Gloire au Père et au Fils et au Saint Esprit / Et maintenant et toujours et dans les siècles des siècles. Amen. »
Le nombre de tropaires qui sont exécutés dépend de l'usage local. Il y a théoriquement quatorze tropaires pour chaque ode ; cela rend le canon beaucoup trop long pour les offices courants. Le plus souvent, on ne chante que trois tropaires, quel que soit le nombre de tropaires ou de canons prescrits par le rituel. Le total des parties chantées, y compris les irmos est généralement un nombre impair. Bien que les tropaires soient destinés à être chantés, l'usage paroissial en Grèce et partout dans monde russe est que seuls les irmos et la catabase sont chantés ; les tropaires et leurs refrains sont le plus souvent dits recto tono par un lecteur. Toutefois, le canon de Pâques est entièrement chanté.

### Usage du canon
Des canons sont exécutés en particulier lors de l'orthros, et lors de certains offices Petites et Grandes Complies, lors des offices particuliers comme les Paraclisis et ceux de structure similaire comme les services aux défunts (Panachida) et les molebens. Les canons sont aussi utilisés lors de services privés. Une manière traditionnelle de se préparer à la réception de l'Eucharistie est de lire, la veille, trois canons et un acathiste. Dans la pratique privée, il n'y a généralement aucun essai d'exécution musicale ou de lecture métrique et les textes sont lus silencieusement.

### Canons abrégés
Un canon comportant quatre odes est dit tétraode ; s'il comporte trois odes, il est dit triode. Le canon des matines du Mardi Saint est même diode. Dans ces canons abrégés, les deux dernières odes  sont toujours la VIIIe et la IXe ; les odes qui précèdent dépendent du jour de la semaine. Par exemple durant le Grand Carême, le Triodion du Grand Carême spécifie les triodes à exécuter lors de l'orthros du lundi au vendredi : les lundis, la triode comporte les odes I, VIII et IX, les mardis les odes II, VIII et IX et ainsi de suite jusqu'au vendredi où l'on chante les odes V, VIII et IX. Les samedis du Grand Carême, on chante des tétraodes composés des odes VI, VII, VIII et IX. Comme les triodes prévalent lors du Grand Carême, le rituel de cette période est appelé Triodion. Les triodes sont également utilisées lors des Complies entre Pâques et la Pentecôte. Dans l'Église orthodoxe russe, le rituel pour la période de la Pentecôte, le Pentecostarion est aussi appelé Triodion fleuri.

## Composition du canon

### Structure métrique et musicale
Les odes n'ont pas toutes la même métrique, et, bien que toute la musique soit dans le même mode, chaque ode possède sa propre composition. Cependant, dans les compositions grecques originelles, les irmos et les tropaires devaient avoir la même métrique et pouvaient donc utiliser la même mélodie. L'ode comporte souvent des acrostiches, incluses dans les tropaires et parfois aussi dans les irmos composés en même temps. Cette structure n'est pas respectée, le plus souvent, dans les compositions modernes écrites dans d'autres langues que le grec et sur un schéma différent du chant byzantin, d'autant plus que ces compositions sont plutôt destinées à être lues que chantées.

### Textes
Des irmos et des catabases pour diverses célébrations sont réunies dans l’Irmologion, l'un des rituels ordinaires de l'Église orthodoxe. Les canons complets (irmos et tropaires) sont dans le Menaion, l’Octoechos et l’Horologion, utilisés toute l'année et dans les rituels saisonniers : le Triodion et le Pentecostarion.